# Kate Howey
Kate Louise Howey (ur. 31 maja 1973 w Andover) – brytyjska judoczka. Czterokrotna olimpijka. Srebrna medalistka z Sydney 2000 i brązowa z Barcelony 1992. Dziewiąta w Atlancie 1996 i odpadła w 1/8 w Atenach 2004. Startowała w kategorii 66-72 kg. Pięciokrotna medalistka mistrzostw świata, wygrała zawody w 1997. Zdobyła osiem medali na mistrzostwach Europy i trzy razy stanęła na drugim stopniu podium, w 1990, 1991 i 2000 roku. Startowała w Pucharze Świata w latach 1990–1993 i 1995–2001 i 2003.
- Turniej w Barcelonie 1992 – 66 kg

Wygrała z Leng Chunhui z Chin, Heidi Rakels z Belgii i Claire Lecat z Francji i przegrała z Kubanką Odalis Revé.
- Turniej w Atlancie 1996 – 72 kg

Pokonała Karin Kienhuis z Holandii a przegrała z Hannah Ertel z Niemiec i Yōko Tanabe z Japonii.
- Turniej w Sydney 2000 – 70 kg

Zwyciężyła Danielę Krukower z Argentyny, Edith Bosch z Holandii i Úrsulą Martín z Hiszpanii a w finale przegrała z Sibelis Veranes z Kuby.
- Turniej w Atenach 2004 – 70 kg

Wygrała z Nasibą Surkiyevą z Turkmenistanu i przegrała z Catherine Roberge z Kanady.